# Операция Пръстен
Операция „Пръстен“ (на руски: операция „Кольцо“) е кодовото наименование на заключителния етап на Сталинградската битка – ликвидирането на обкръжената немска  групировка. Проведена е от Донския фронт с командващ маршал К.К. Рокосовски в периода 10 януари – 2 февруари 1943 г.

## Предистория
През пролетта на 1942 г. фюрерът Адолф Хитлер решава да нанесе главния си удар през лятната кампания на южното крило на съветско-германския фронт, в посока към Сталинград и Кавказ. През лятото и есента в междуречието на Волга и Дон се разгаря гигантска битка, променила хода на Втората световна война. Настъплението на германците е спряно на брега на Волга от героичната съпротива на защитниците на Сталинград. Въпреки че овладяват 90% от разрушения град, немците не успяват да пречупят волята за победа на съветските войски.
След старателна подготовка, на 19 ноември 1942 г. частите на Червената армия преминават в контранастъпление (операция „Уран“), завършило с обкръжаването на главните германски сили – 6-а полева армия и части от 4-та танкова армия, както и остатъци от разбитите румънски войски.
Опитът за унищожаване от движение на обкръжените немски войски в началото на декември не се увенчава с успех.
Упоритата съпротива на Паулус и опитът за деблокиращ удар на Манщайн (Операция „Зимна буря“) отлага осъществяването на съветските планове за унищожаване на обградената 6-а немска армия.
Съветското командване съсредоточава усилията си към ликвидиране на ударната групировка на Манщайн и отхвърлянето ѝ далеч на запад, както и към прекъсване на въздушния мост и снабдителните линии на германците (операция Малък Сатурн).

## Ход на битката
След като немската група армии „Дон“ на фелдмаршал Манщайн е принудена да отстъпи на запад, приготовленията за операция „Пръстен“ са завършени. Осъществяването ѝ е поверено на Донския фронт, подсилен с три армии от Сталинградския фронт.
След като комнадващият 6-а армия Паулус отхвърля съветското предложение за капитулация, в 8.05 ч. на 10 януари 1943 г. започва масиран артилерийски обстрел на немските позиции, последван от щурм. Съпротивителните сили на германците са понижени заради глада, болестите и недостига на гориво и боеприпаси – обещаният от Гьоринг „въздушен мост“ се проваля: доставките по него за 6-а армия са средно малко над 94 тона на ден, десет пъти по-малко от необходимото. След двудневни интензивни боеве западните германски позиции започват да се разпадат. На 15 януари части от съветската 65-а армия завземат летището край Питомник. Осем германски дивизии престават да съществуват като бойни формации (3-та, 29-а и 60-а моторизирани, 44-та, 76-а, 113-а, 297-ата и 376-а пехотни).
Седмица по-късно германците губят Гумрак и последното летище под свой контрол. В този момент над 100 000 германски войници са струпани в Сталинград. За 15 дни териториите под германски контрол се свиват от 1400 на 100 кв. км.
На 26 януари танкови части на 65-а армия осъществяват контакт с 13-а гвардейска дивизия от героичната 62-ра армия на западните склонове на Мамаев Курган и разделят германската групировка на две части. Южната част престава да съществува на 31 януари, когато Паулус (повишен часове по-рано в чин генерал-фелдмаршал) се предава в плен. Северната групировка, начело с генерал Карл Щрекер, се предава два дни по-късно, когато командващият на Донския фронт генерал Рокосовски съсредоточава срещу нея цялата си налична артилерия (около 300 оръдия на километър фронт).

## Последици
Великата битка за Сталинград приключва на 2 февруари 1943 г. с блестяща победа за Червената армия. Унищожена е напълно елитната 6-а германска армия, убити са между 140 000 и 200 000 и са взети в плен над 91 000 войници, както и 2500 офицери на Вермахта, вкл. 24 генерали и самият фелдмаршал Паулус. На военния престиж на Нацистка Германия е нанесен съкрушителен удар.
В резултат на зимното настъпление на Червената армия на Източния фронт през есента на 1942 и зимата на 1943 г. е поставено началото на коренен прелом в хода на Втората световна война. За по-малко от 3 месеца (19 ноември – 17 февруари) на южното крило на фронта съветските войски се придвижват на някои направления с повече от 600 – 700 км на запад, освободена е огромна територия от Кавказ до Курск и от Сталинград до Ростов, напълно са унищожени 5 вражески армии (6-а германска и 4 съюзни на Хитлер италиански, унгарски и румънски армии) и са разгромени редица други армии и съединения. На север е пробита блокадата на Ленинград (18 януари), а германците са принудени да изоставят Ржевско-Вяземския рубеж и Демянския плацдарм, с което фронтът се измества още 130 – 160 км на запад и окончателно е премахната заплахата от ново германско настъпление към Москва.
Вермахтът губи около 1/4 от целия си личен състав на Източния фронт, а военният и политически престиж на Третия Райх бележи рязко падение. Стратегическата инициатива преминава окончателно в ръцете на съветското командване, бойците и командирите натрупват ценен боен опит, съветската авиация неутрализира превъзходството на Луфтвафе във въздуха, а Червената армия всеки ден увеличава количествено и качествено превъзходството си над Вермахта в личен състав, танкове и артилерия.